# Front patriotique rwandais
Pour les articles homonymes, voir FPR.
Le Front patriotique rwandais (FPR) est un parti politique du Rwanda. Sa devise est « Unité-Démocratie-Développement » (Ubumwe-Demokarasi-Amajyambere).

## Historique
Le Front patriotique rwandais (FPR) a été créé en Ouganda, en 1987-1988 par les exilés tutsis de la première et de la deuxième république du Rwanda. Les origines du FPR remontent à 1979, quand est fondée la Rwandese Refugee Welfare Foundation (RRWF), une association caritative qui devient un mouvement politique l'année suivante, sous le nom de Rwandese Alliance for National Unity (RANU). Le FPR est issu du RANU. De 1981 à 1986, une partie des jeunes Tutsis de la RANU s'engagent dans la guérilla de Yoweri Museveni contre Milton Obote, alors président de l'Ouganda, qui entretient des campagnes xénophobes contre les Tutsis. Selon Gérard Prunier, le mouvement de M. Museveni compte, quand il prend le pouvoir, au moins trois mille tutsis, sur un total de quatorze mille hommes. Parmi ces militaires d'origines rwandaises, plusieurs occupent de hautes fonctions dans l'armée ougandaise. Ainsi, Fred Rwigema, président fondateur du FPR, est secrétaire d'État à la Défense, puis conseiller du président Museveni. Paul Kagame est chef de la Sécurité militaire. Parmi les autres exilés tutsis, se trouvent le commandant Sam Kaka, chef de la Police militaire, le Dr Bayingana, chef du service de santé de l'armée ougandaise, et le commandant Musitu, responsable du service d'entraînement.
Cette forte présence des Rwandais suscite des critiques au sein de l'armée ougandaise, et les officiers font pression sur M. Museveni pour que ses alliés quittent, sinon le pays, du moins leurs fonctions. Le FPR choisit alors de reprendre le pouvoir par la force au Rwanda. Il se dote d'une branche militaire, l'Armée patriotique rwandaise (APR), formée par des officiers et soldats tutsis de l'armée ougandaise. M. Museveni ne fait rien pour gêner les desseins du FPR/APR. La première offensive est déclenchée le 1er octobre 1990, marquant ainsi le début de la guerre civile rwandaise. Cependant c'est un échec et Fred Rwigema est même tué, dans des circonstances obscures et non élucidées, dès le 2 octobre. Le 14, Paul Kagame est rappelé des États-Unis, où il suit une formation militaire au U.S. Army Command and General Staff College, pour devenir chef du FPR.
Plusieurs accords de cessez-le-feu sont signés entre le gouvernement rwandais et le FPR, mais ce dernier les viole tous (en 1991, 1992 et 1993), jusqu'aux accords d'Arusha d'août 1993.
Des Hutu, dits « modérés », fuyant le Rwanda gouverné par le président Juvénal Habyarimana, se sont joints par la suite au FPR. Pasteur Bizimungu en fut le représentant officiel pendant les négociations d'Arusha.
Le FPR avait notamment pour objectifs le retour des exilés au Rwanda, le refus de l'ethnisme qui a plongé le Rwanda dans le génocide, et la lutte pour un Rwanda démocratique. À propos des buts poursuivis par les dirigeants du FPR, M. Prunier estime qu'ils s'inspirent de Yoweri Museveni. Il s'agit « de conserver le pouvoir de décisions essentielles au sein d’un noyau central familier, constitué de réfugiés tutsis d’Ouganda, ajouter un nombre « d'outsiders » choisis dont quelques Hutus fiables, puis essayer de construire une direction officielle plus large, d'apparence « pluriethnique » pour la façade ». Cependant dans les faits, depuis 1994, chaque gouvernement rwandais est composé d'une majorité de Hutu et le Premier ministre a toujours été un Hutu. Il en fut assez vite de même de l'état-major et dans les ministères[réf. nécessaire].
Parti majoritaire depuis le génocide, le FPR s'est coalisé avec d'autres partis pour former les gouvernements depuis le 19 juillet 1994. Son chef est le président Paul Kagame.

## Accusations portées contre le FPR

### Attentat contre l'avion du président Juvénal Habyarimana
Selon le juge Jean-Louis Bruguière et Pierre Péan, c'est le FPR qui serait l'auteur de l'attentat du 6 avril 1994 contre l'avion du président Juvénal Habyarimana accompagné de son homologue burundais Cyprien Ntaryamira. L'attentat du 6 avril 1994 ayant été le signal déclencheur du génocide contre les Tutsis, des défenseurs de cette hypothèse considèrent que le FPR est coresponsable de ce génocide. L'utilisation de l'attentat et de l'incertitude sur ses auteurs pour détourner l'attention des vrais responsables du génocide n'est pas nouvelle : un major rwandais a été condamné par la justice belge à 20 ans de prison le 6 juillet 2007 pour avoir rendu possible le massacre des casques bleus belges au printemps 1994 ; il était également accusé d'avoir propagé des rumeurs selon lesquelles les soldats belges avaient tiré sur l'avion transportant les présidents rwandais et burundais. Et l'avocat du condamné affirma que la mort des dix soldats belges ne serait qu'un épisode d'une guerre civile qui durait depuis 1990.
La plupart des défenseurs de cette thèse s'appuient sur les conclusions du juge Bruguière chargé d'enquêter sur l'attentat. Le journaliste belge Philippe Brewaeys, Noirs et blancs menteurs s'est attaché à montrer les faiblesses du dossier Bruguière, pointant les incohérences et les manipulations dont il fut l'objet. Depuis la reprise du dossier par le juge Marc Trévidic, qui a enquêté sur place en compagnie d'experts en balistique, les conclusions demeurent incertaines. Si le Camp Kanombe, le lieu de départ des missiles le plus probable, n'était vraisemblablement accessible qu'à la garde présidentielle ou à des Français, les experts n'ont pas écarté la possibilité que les missiles aient été tirés de l'extérieur du camp. Il n'est pas exclu qu'un commando du FPR, le « Network commando », aurait réussi à s'infiltrer derrière les lignes de l'armée gouvernementale au pied de la colline de Masaka, en face du camp militaire de Kanombe, qui se trouve à l'est de l'aéroport. Ce commando aurait été équipé de deux missiles SAM 16 de provenance soviétique via l'Ouganda, base arrière du FPR, et dont les numéros de série sont connus. Il aurait tiré sur l’avion en phase d’atterrissage, puis abandonné les lance-missiles qui auraient été retrouvés par l'armée rwandaise à Masaka.

### Exactions contre les populations rwandaises et congolaises
Selon les rapporteurs spéciaux de la Commission des droits de l'homme de l'ONU, Amnesty International, Human Rights Watch, Physicians for Human Rights, le Centre international des droits de la personne et des africanistes comme Filip Reyntjens, les troupes du FPR ont commis de nombreuses exactions contre les populations rwandaises pendant la guerre civile qui débuta en 1990, lorsqu'il prit le contrôle du pays d'avril à juillet 1994, puis au cours des années qui suivirent, 250 000 à 400 000 morts selon André Guichaoua[réf. nécessaire]. Gerald Gahima, procureur général du Rwanda de 1994 et 2003, membre du FPR jusqu'à cette date, a corroboré ces accusations, dans un entretien accordé au journaliste Thierry Cruvellier le 5 décembre 2000 : « Le FPR a commis des violations des droits de l'homme, des crimes de guerre et des crimes contre l'humanité ». Reporters sans frontières dénonce également des violations de la liberté de la presse et a classé le régime FPR parmi les « prédateurs de la liberté de presse » à partir de son rapport 2007 et encore en 2013. Selon l'avis des organisations de défense des droits de l'homme, le FPR se comporterait quasiment en parti unique, tenterait d'empêcher l'établissement de partis d'opposition et procéderait à des arrestations et emprisonnements abusifs (Faustin Twagiramungu, Victoire Ingabire).
Les massacres commis par certains des soldats et gradés du FPR furent le fait de ceux qui, au cours de leur progression en avril-juin 1994, découvrirent leur propre famille massacrées. Les soldats et gradés pris sur le fait, passèrent en cour martiale et furent fusillés, souvent le jour même. L'état-major fut intraitable sur ce point, Paul Kagamé étant très attaché à imposer une image exemplaire de l'APR face aux génocidaires.[réf. nécessaire] Les autres fautifs, plus d'un millier selon les dires de Kagamé même, après une instruction diligentée par la cour militaire, furent condamnés à de lourdes peines de prison[réf. nécessaire]. En 2013, ceux-ci n'avaient pas encore bénéficié de liberté conditionnelle ou d'une grâce, alors que plus des deux tiers des génocidaires condamnés et emprisonnés avaient déjà été libérés et réintégrés dans la vie civile au Rwanda (récupération de leurs biens, postes dans l'administration, les banques, les ministères, les transports en commun ou dans le commerce)[réf. nécessaire].
Le gouvernement dirigé par le FPR est aussi critiqué pour sa participation aux conflits de la République démocratique du Congo, qui ont impliqué une dizaine d'États africains, et de contribuer massivement à piller ses richesses naturelles.
Depuis 2005, des procédures judiciaires ont été ouvertes en France et en Espagne contre des dirigeants du FPR pour crime de guerre, crime contre l'humanité et assassinat. On sait ce qui en a été de la procédure ouverte en France par le juge Bruguière (voir plus haut) et, depuis lors, une amélioration des relations entre la France et le Rwanda fut d'ailleurs l'occasion d'une visite du président Nicolas Sarkozy au Rwanda. Selon une enquête de la justice espagnole, le FPR serait responsable de la mort de 7 millions de personnes, estimation en fait du total des tués lors des deux guerres du Congo, essayant ainsi de déplacer l'accusation de génocide vers un « contre-génocide » ou un « double génocide », des victimes de guerre (militaires des FAR et FARDC, milices Interahamwe et victimes collatérales civiles) ne pouvant pas être assimilées à des victimes de génocide (réf : ONU[source insuffisante]). De plus, des dizaines de milliers de civils ont été utilisés comme boucliers humains par les FAR et Interahamwe en déroute au grand dam des ONG sur place. Ce fut leur tactique dès leur intrusion au Zaïre en juillet 1994[réf. nécessaire].

## Rôle économique
En 1995, le FPR forme une holding appelée Tri-Star Investments dont l'objectif est de reconstruire l'économie rwandaise après le génocide. En 2009, la holding est renommée Crystal Ventures Limited (CVL). La holding est principalement financée par la diaspora rwandaise. En 2017, la holding a investi dans la plupart des secteurs économiques du pays (agroalimentaire, télécoms, services financiers, BTP…) et son capital est estimé à 500 millions de dollars. Crystal Ventures est alors décrit comme le deuxième employeur du pays. En 2023, CVL déclare employer 12 000 personnes.
CVL est critiqué parce que son rôle majeur dans l'économie rwandaise nuirait aux investissements étrangers et son lien avec l'État empêcherait d'autres entreprises privées locales d'émerger, créant de facto des positions de monopole,.
À partir de la fin des années 2010, CVL investit dans d'autres pays d'Afrique : Centrafrique, Mozambique (en lien avec TotalEnergies), république démocratique du Congo, Zimbabwe.

### Le FPR dans la littérature
- Gérard de Villiers, Enquête sur un génocide (2000), 140e roman de la série SAS (le roman évoque longuement la mort du président rwandais et les commanditaires possibles de l'assassinat, ainsi que la riposte du FPR à la suite du génocide)

### Film documentaire
- Inkotanyi, du réalisateur Christophe Cotteret, raconte l'histoire du Front patriotique rwandais depuis sa création en Ouganda en 1987 jusqu'à la prise de pouvoir par Paul Kagame après la libération du pays à la suite du génocide.« Invincibles Inkotanyi », sur lhistoire.fr (consulté le 9 avril 2021).